# ジェモーニオ
ジェモーニオ（伊: Gemonio）は、イタリア共和国ロンバルディア州ヴァレーゼ県にある、人口約2,900人の基礎自治体（コムーネ）。

## 地理

### 位置・広がり

#### 隣接コムーネ
隣接するコムーネは以下の通り。
- アッツィオ
- ベゾッツォ
- ブレンタ
- カラヴァーテ
- チッティーリオ
- コックイオ＝トレヴィザーゴ

### 地震分類
イタリアの地震リスク階級 (it) では、4 に分類される
。